# Valletta Football Club
Valletta Football Club é um clube de futebol maltês, com sede na capital do país, Valletta. Atualmente disputa a primeira divisão do campeonato nacional.
O Valletta FC tem um grande número de torcedores para os padrões malteses e apenas o Birkirkara FC tem a torcida de tamanho semelhante. O time conseguiu uma série de sucessos na década de 1990, quando foi a principal força do país, antes que dificuldades econômicas o levassem a uma situação de declínio. É o maior vencedor do Campeonato Maltês, com 25 títulos, além de ter vencido 14 vezes a Copa de Malta e 13 Supercopas.
O Valletta Football Club foi fundado em 1943, como uma fusão de duas outras equipes, Valletta Prestons e Valletta St. Paul's. Outro clube local, o já extinto Valletta United, também havia vencido dois campeonatos antes da Segunda Guerra Mundial. Durante a temporada 2021/22, o clube foi patrocinado pela Meridian. 

## Títulos
- Campeonato Maltês: 25

1914–15*, 1931–32*, 1944–45, 1945–46, 1947–48, 1958–59, 1959–60, 1962–63, 1973–74, 1977–78, 1979–80, 1983–84, 1989–90, 1991–92, 1996–97, 1997–98, 1998–99, 2000–01, 2007–08, 2010–11, 2011–12, 2013–14, 2015–16, 2017–18, 2018–19
* como Valletta United
- Copa de Malta: 14

1959–60, 1963–64, 1974–75, 1976–77, 1977–78, 1990–91, 1994–95, 1995–96, 1996–97, 1998–99, 2000–01, 2009–10, 2013–14, 2017–18
- Supercopa de Malta: 14

1989–90, 1994–95, 1996–97, 1997–98, 1998–99, 2000–01, 2007–2008, 2010–2011, 2011–2012, 2012–2013, 2015–2016, 2017–2018, 2018–2019
- Copa Löwenbräu: 6

1993–94, 1994–95, 1995–96, 1996–97, 1997–98, 2000–01
- Torneio Super 5 Lottery: 5

1992–93, 1996–97, 1999–00, 2000–01, 2007–08
- Copa Centenária: 1

2000
- Copa MFA de Malta: 1

1943–44
- Copa Cassar: 4

1943–44 1958–59 1965–66 1967–68
- Escudo Cousis: 2

1914–15* 1920–21*
* como Valletta United
- Copa da Coroação: 1

1953–54
- Copa Scicluna: 2

1960–61 1963–64
- Copa Filhos de Malta: 2

1974–75 1978–79
- Copa Independência: 3

1974–75 1979–80 1980–81
- Copa Testaferata: 1

1979–80
- Copa Euro Challenge: 3

1983–83 1987–88 1989–90
- Campeões da 2.ª Divisão: 1

1939–40 *
* como Valletta Prestons
- Copa BetFair (jogo amistoso): 1

2008